# Хлорирование
Хлори́рование — способ дезинфекции и окисления органических примесей в воде. Применяется наряду с другим способом окисления — озонированием.
Хлорирование применяется при подготовке воды для:
- очистки окислением. При окислении загрязняющие вещества разрушаются хлором и озоном. Образовавшиеся продукты распада удаляются фильтрованием или сорбентами. Другими способами очистки являются: коагуляция, фильтрование, окисление озоном (озонирование).
- дезинфекции (обеззараживания воды). Основной способ. Как правило сочетается с озонированием или обеззараживанием ультрафиолетовым излучением.

Ни озонирование, ни ультрафиолетовое излучение не обладают бактерицидным последействием, поэтому их не допускается использовать в качестве самостоятельных средств обеззараживания воды при подготовке воды бассейнов. Озонирование и ультрафиолетовое обеззараживаниe применяются как дополнительные методы дезинфекции, вместе с хлорированием, повышают эффективность хлорирования и снижают количество добавляемых хлорсодержащих реагентов.

## Хлорреагенты
Хлорсодержащие реагенты (хлор реагенты) — реагенты на основе хлора и соединений хлора. Растворяются в воде и образуют хлорноватистую кислоту и (или) гипохлорит-ионы.
Для обеззараживания воды бассейнов, оборудования, трубопроводов и материалов системы водоподготовки применяют только те хлорсодержащие реагенты, которые разрешены для использования в хозяйственно-питьевом водоснабжении, внесены в Перечень материалов, реагентов и малогабаритных устройств, разрешенных для применения в практике хозяйственно-питьевого водоснабжения (утвержден заместителем Главного санитарного врача 23 октября 1992 года № 01-19/32-11) и приведены в приложение В ГОСТ Р 53491.1-2009 Бассейны. Подготовка воды. Часть 1. Общие требования (DIN 19643-1:1997).
Для дезинфекции воды применяют следующие реагенты:
- гипохлорит натрия марки А по ГОСТ 11086-76 Гипохлорит натрия. Технические условия
- гипохлорит натрия, получаемый методом электролиза на месте применения
- гипохлорит кальция по ГОСТ 25263-82 Кальция гипохлорит нейтральный. Технические условия
- газообразный хлор, получаемый из жидкого хлора по ГОСТ 6718-93 (ИСО 2120-72, ИСО 2121-72) Хлор жидкий. Технические условия
- газообразный хлор, получаемый методом электролиза на месте применения

Для дезинфекции ванн бассейна, системы перелива и обходных дорожек бассейна, оборудования и трубопроводов системы водоподготовки, помещений и инвентаря применяют следующие реагенты:
- растворы гипохлорита натрия, гипохлорита кальция в концентрациях согласно:

- СанПиН 2.1.2.1188-03 Плавательные бассейны. Гигиенические требования к устройству, эксплуатации и качеству воды. Контроль качества,
- Рекомендации по обеззараживанию воды, дезинфекции подсобных помещений и санитарному режиму эксплуатации купально-плавательных бассейнов (Утверждены заместителем Главного санитарного врача 19 марта 1975 г. № 1229-75),
- Инструкция по контролю за обеззараживанием хозяйственно-питьевой воды и за дезинфекцией водопроводных сооружений хлором при централизованном и местном водоснабжении (Утверждена Главным санитарным врачом 25 ноября 1967 г. № 723а-67).

- хлорную известь

Для дезинфекции помещений и инвентаря бассейна (аквапарка) применяют также средства:
- двутретьосновную соль гипохлорита кальция (ДТСГК) (3Ca(OCl)2x2Ca(OH)2)
- хлорамин 0,5 % (NH2Cl)
- ниртан 3 %.

## Сфера применения
- На водозаборных сооружениях. Хлорированием повышают качество воды. Вода становится пригодной для питья. Хлорирование исключает распространение болезней через воду.
- В подготовке воды бассейнов
- В очистке сточных вод

## Опасность хлорирования воды
К хранению и транспортировке соединений хлора предъявляются высокие требования, поскольку в случае утечки возникает потенциальная опасность для здоровья человека. Другие негативные стороны метода:
- высокая коррозионная активность реагентов;
- опасность образования хлорорганических соединений, опасных для здоровья людей и обладающих мутагенным и канцерогенным действием. Они образуются при хлорировании воды из поверхностных источников, богатых органическими соединениями природного происхождения, в том числе в составе живых микроорганизмов.

## Нормативные документы
- ГОСТ Р 53491.1-2009 Бассейны. Подготовка воды. Часть 1. Общие требования (DIN 19643-1:1997)
- Перечень материалов, реагентов и малогабаритных устройств, разрешённых для применения в практике хозяйственно-питьевого водоснабжения (утвержден заместителем Главного санитарного врача 23 октября 1992 года № 01-19/32-11)
- СанПиН 2.1.2.1188-03 Плавательные бассейны. Гигиенические требования к устройству, эксплуатации и качеству воды. Контроль качества
- Рекомендации по обеззараживанию воды, дезинфекции подсобных помещений и санитарному режиму эксплуатации купально-плавательных бассейнов (Утверждены заместителем Главного санитарного врача 19 марта 1975 г. № 1229-75)
- Инструкция по контролю за обеззараживанием хозяйственно-питьевой воды и за дезинфекцией водопроводных сооружений хлором при централизованном и местном водоснабжении (Утверждена Главным санитарным врачом 25 ноября 1967 г. № 723а-67)
- Методические указания по применению ниртана для дезинфекции (Утверждены Заместителем начальника Главного управления карантинных инфекций Министерства здравоохранения СССР О. Г. Имамалиевым 20.07.1983 n 28-6/21)